# Tuim
Tuim (russisch Туи́м) ist ein Dorf (selo) in der Republik Chakassien (Russland) mit 4211 Einwohnern (Stand 14. Oktober 2010).

## Geographie
Der Ort liegt etwa 120 km Luftlinie nordwestlich der Republikhauptstadt Abakan am östlichen Fuß der in der Umgebung knapp 1400 m (Gipfel der Bjuja knapp 20 km südlich) hohen Ausläufer des Kusnezker Alatau. Er befindet sich am Oberlauf des Flusses Tuim, der 35 km nördlich in den abflusslosen Beljosee mündet.
Tuim gehört zum Rajon Schirinski und ist von dessen Verwaltungssitz Schira gut 15 km in südlicher Richtung entfernt. Es ist Sitz der Landgemeinde Tuimskoje selskoje posselenije, zu der neben Tuim noch die Siedlungen Ulen, Tissin und Werchni Tuim gehören.

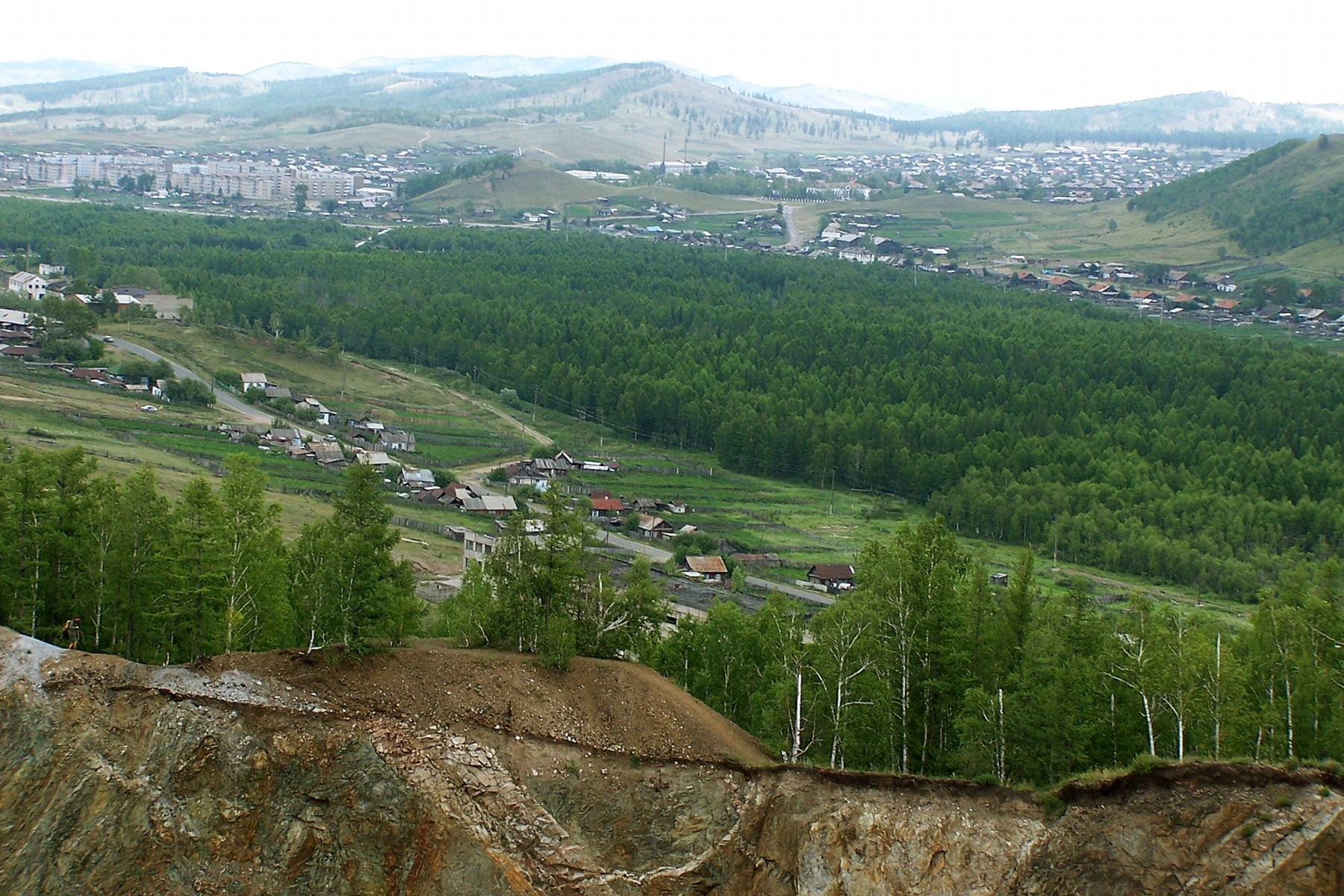
Blick auf Tuim vom Tuimski prowal aus
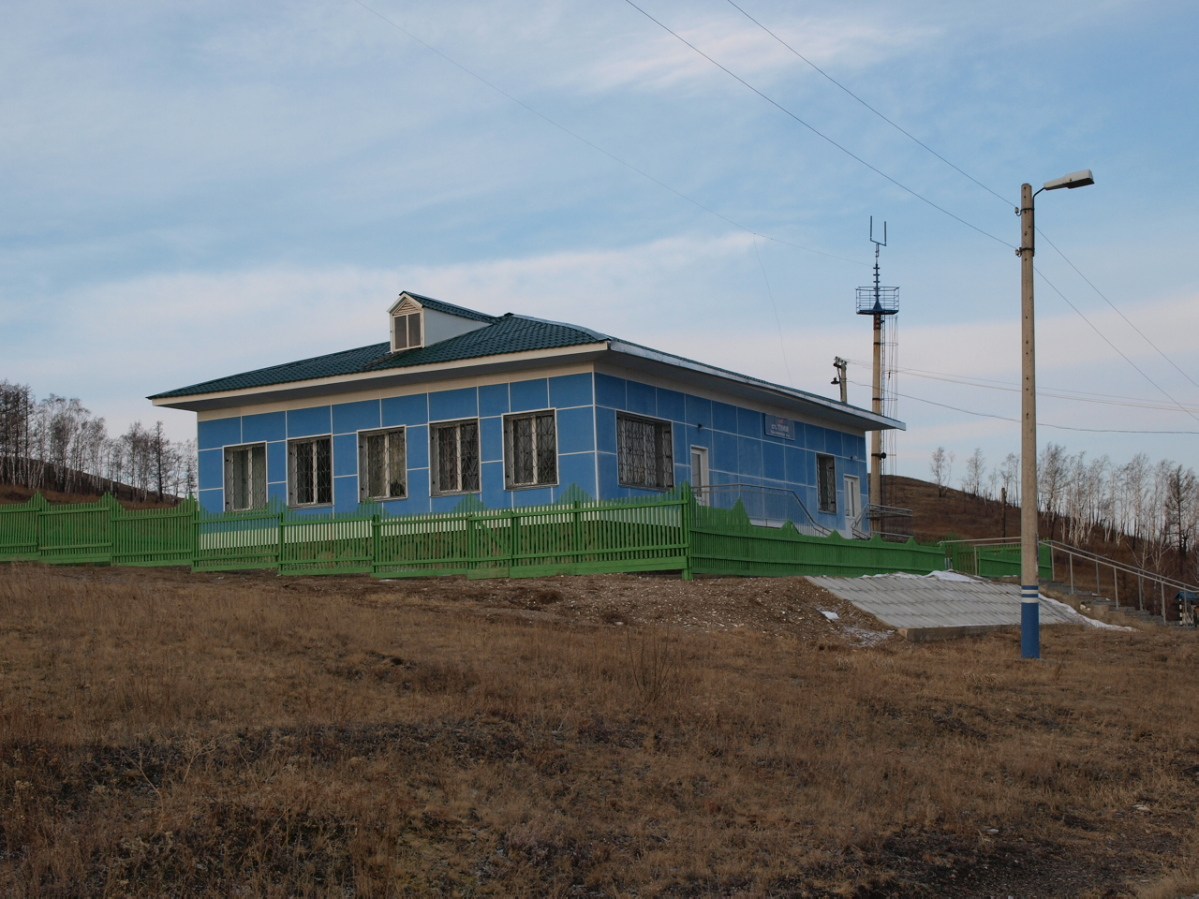
Bahnhof
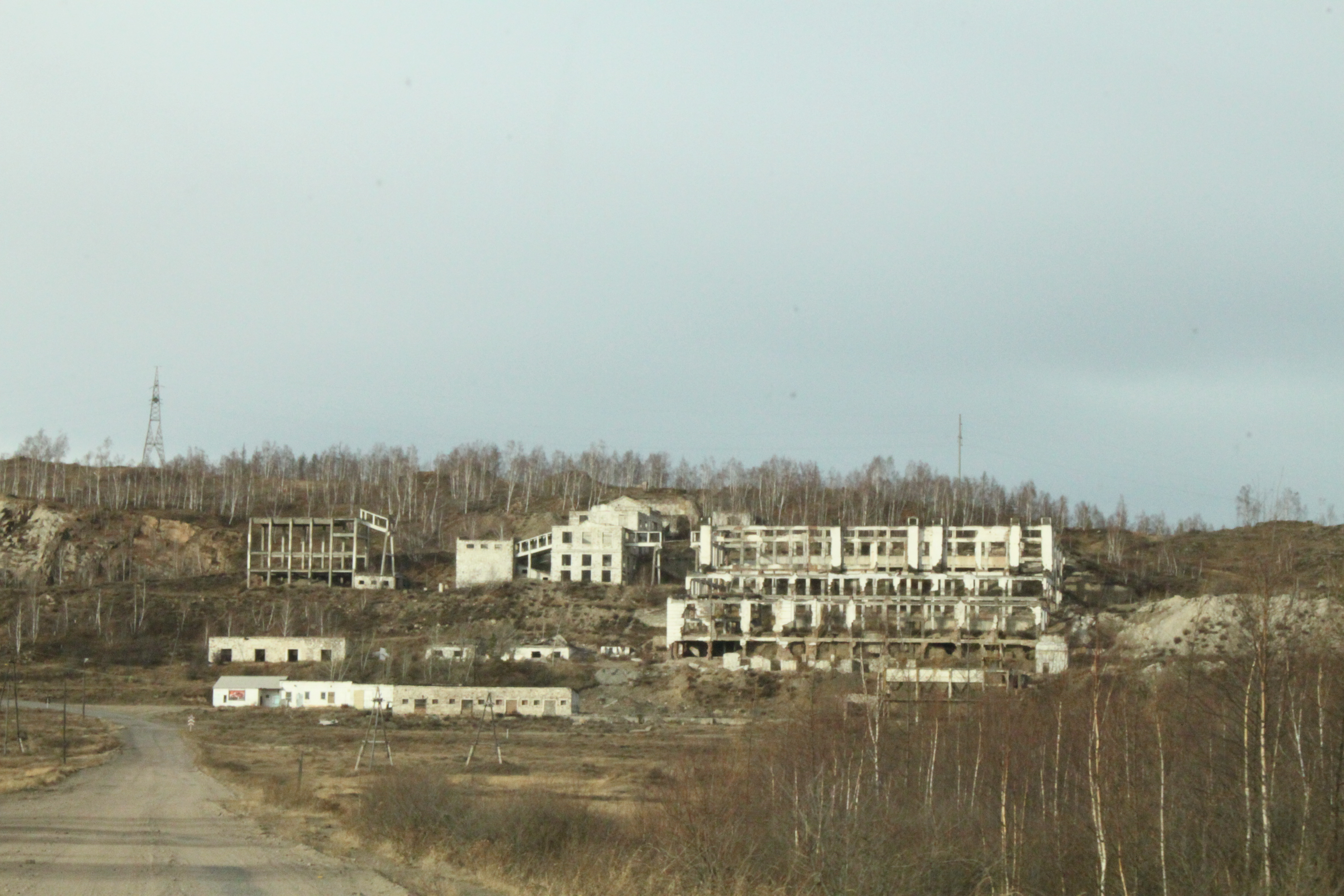
Ruinen früherer Industriebetriebe
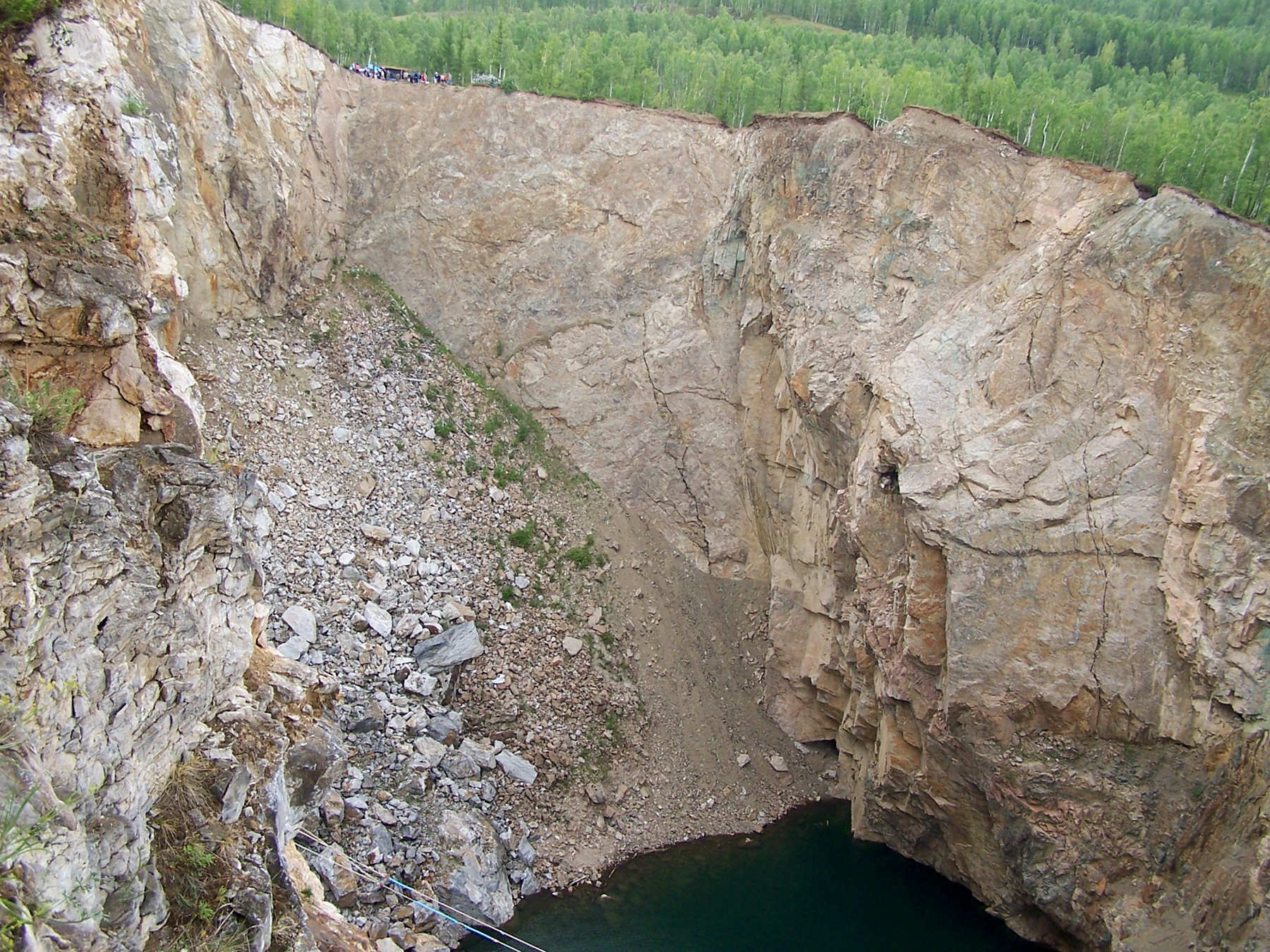
Pinge Tuimski prowal

## Geschichte
Der Ort wurde 1925 im Zusammenhang mit dem Bau der Eisenbahnstrecke Atschinsk – Abakan und der folgenden Erschließung von Wolfram-, Kupfer- und Molybdänerzlagerstätten in der Umgebung gegründet. Nach dem Höhepunkt in den 1950er-Jahren ging die Erzförderung allmählich zurück und wurde in den 1990er-Jahren ganz eingestellt; in Folge wurde auch die Erzanreicherungsfabrik geschlossen. Von 1945 bis 2008 besaß Tuim den Status einer Siedlung städtischen Typs.

### Bevölkerungsentwicklung
| Jahr | Einwohner |
| ---- | --------- |
| 1959 | 9316      |
| 1970 | 5051      |
| 1979 | 5237      |
| 1989 | 5934      |
| 2002 | 4738      |
| 2010 | 4211      |

Anmerkung: Volkszählungsdaten

## Sehenswürdigkeiten
An Stelle eines der Schächte, der bereits 1954 geschlossen worden war, entstand ab den 1970er-Jahren eine Pinge, genannt Tuimski prowal. Der Einsturztrichter ist weiterhin instabil, hat gegenwärtig einen Durchmesser von 200 m und ist am Boden mit Wasser gefüllt. Die Tiefe bis zum Wasserspiegel beträgt 120 m. Der Tuimski prowal ist ein regional bekanntes Ziel, unter anderem für Base- und Bungeejumper sowie Taucher.

## Verkehr
Einige Kilometer nördlich von Tuim liegt die gleichnamige Bahnstation bei Kilometer 275 der 1926 eröffneten Strecke Atschinsk – Abakan. Straßenverbindung besteht ins Rajonzentrum Schira und von dort entlang der Bahnstrecke nach Norden in Richtung Uschur sowie zur 60 km östlich verlaufenden Fernstraße M54 Krasnojarsk – Abakan – Kysyl – mongolische Grenze.